# 2017 v loďstvech
Tento článek obsahuje významné události v oblasti loďstev v roce 2017.

## Události

### Leden
1. ledna
- Začal platit tzv. Polar code (oficiálně International Code for Ships Operating in Polar Waters), který stanovuje požadavky na nově postavené lodě pro plavbu v polárních oblastech. První lodí, která získala certifikát, že vyhovuje těmto podmínkám, se 22. prosince 2016 stal tanker Šturman Albanov (IMO 9752084) ruské společnosti Sovcomflot.[1]

12. ledna
- Německá zbrojovka ThyssenKrupp se stala jediným vlastníkem výrobce sonarů a další techniky Atlas Elektronik. Stalo se tak díky odkoupení 41% podílu od firmy Airbus.[2]

23. ledna
- Britská média zveřejnila informaci, že v  červnu 2016 došlo k selhání při zkušebním odpalu balistické rakety Trident II z paluby modernizované ponorky HMS Vengeance britského královského námořnictva. Britské úřady o selhání neinformovaly, neboť test proběhl jen několik týdnů před parlamentním hlasováním, které potvrdilo nákladnou modernizaci systému Trident (cca 40 miliard liber). Britská premiérka Theresa Mayová odmítla sdělit, zdali byla před hlasováním o neúspěšném testu informována.[3]

30. ledna
- Thajská vláda uvolnila finance na stavbu první ze tří plánovaných konvenčních ponorek třídy S26T, což je derivát čínského typu 039A/B.[4]

- Americká loděnice Huntington Ingalls Industries (HII) zahájila stavbu torpédoborce USS Lenah H. Sutcliffe Higbee (DDG-123), který je posledním torpédoborcem třídy Arleigh Burke ve verzi Flight IIA Technology Insertion. Loděnice nyní naváží stavbou výrazně modernizovaných plavidel verze Flight III. První ponese jméno USS Harvey C. Barnum Jr. (DDG-124).[5]

30. ledna
- Americký raketový křižník třídy Ticonderoga USS Antietam (CG-54) si při kotvení v Tokijském zálivu ve špatném počasí poškodil lodní šrouby. Nikdo nebyl zraněn. Neovladatelné plavidlo muselo být odvlečeno.[6]

- Vojenská intervence v Jemenu: Raketová fregata třídy Al Madinah byla dle vyjádření saúdského královského námořnictva u jemenského pobřeží napadena třemi „sebevražednými čluny“. Jemenští Hútíové po útoku zveřejnili video zachycující výbuch na zádi plavidla, který nárokovali jako zásah protilodní střelou. Posádce fregaty se podařilo oheň uhasit. Dva námořníci zemřeli a tři byli zraněni.[7]

31. ledna
- V pobočce loděnice Damen Shipyards v rumunském Galați byly rozestavěny dvě oceánské hlídkové lodě typu MSOPV 1400 pro tuniské námořnictvo. Plavidla ponesou jména Jugurtha (P610) a Syphax (P611).[8]

### Únor
3. února
- Norská vláda vybrala německou zbrojovku ThyssenKrupp Marine Systems (TKMS) jako strategického partnera pro program náhrady norských ponorek třídy Ula. Plánováno je pořízení celkem čtyř ponorek vycházejících z typu 212, který provozují námořnictva Německa a Itálie. Předpokládá se, že kontrakt na stavbu ponorek bude podepsán roku 2019 a plavidla budou norskému námořnictvu předána ve druhé polovině 20. let. Neúspěšná zůstala francouzská loděnice DCNS, která Norsku nabízela ponorky třídy Scorpène.[9]

7. února
- Čínská lidová republika po šesti letech obnovila sériovou výrobu vznášedel typu 726A, která jsou ekvivalentem amerického typu LCAC.[10]

14. února
- Německé námořnictvo potvrdilo, že bude postaveno celkem šest korvet třídy MKS 180 (Mehrzweckkampfschiff MKS 180). Objednány mají být do konce roku 2017. O zakázku soutěží tři konsorcia - German Naval Shipyards/BAE Systems, ThyssenKrupp Marine Systems/Lürssen a Damen/Blohm+Voss.[11]

15. února
- Brazilské námořnictvo zrušilo dlouho odkládanou nákladnou modernizaci katapultů a pohonného systému své jediné letadlové lodě São Paulo (A12). Bez modernizace loď není schopná služby a bude do roku 2020 vyřazena.[12]

### Březen
6. března
- Námořnictvo Ruské federace převzalo čtveřici modernizovaných hlubokomořských záchranných plavidel projektu 1855 (v kódu NATO třída Priz).[13]

7. března
- Dle zdrojů agentury Reuters německé ministerstvo obrany rozhodlo o pořízení amerických bezpilotních námořních hlídkových letounů MQ-4C Triton. Typ se má stát náhradou za roku 2013 zrušený vývoj evropského letounu Euro Hawk vycházejícího z typu RQ-4 Global Hawk.[14]

13. března
- Piráti u Afrického rohu unesli tanker Aris 13 (1800 dwt; IMO 9012501) a zamířili s ním k somálským břehům.[15]

17. března
- Piráty unesený tanker Aris 13 byl osvobozen po zásahu policie somálského regionu Puntland. Posádka se po čtyřech dnech dostala na svobodu nezraněna.[16]

23. března
- V květnu 2017 bude v kanadské loděnici Vard Marine zahájena stavba nového ledoborce pro chilské námořnictvo, který ve službě nahradí zastaralé plavidlo Almirante Óscar Viel (AP-46), provozované od roku 1969.[17]

29. března
- Dle jihoamerického tisku Spojené království nabídlo Brazílii k prodeji svou vrtulníkovou výsadkovou loď HMS Ocean (L12). Royal Navy ji kvůli finančním škrtům vyřadí roku 2018, přičemž brazilské námořnictvo naopak nedávno oznámilo vyřazení své jediné letadlové lodě.[18]

31. března
- Austrálie pokračuje v programu stavby nových fregat. Australská vláda oslovila trojici zbrojovek – britskou BAE Systems, italskou Fincantieri a španělskou Navantia.[19]

### Duben
1. dubna
- Somálskými piráty byla poblíž ostrova Sokotra unesena malá indická obchodní loď (dhow) MV Al Kausar. Jedenáctičlenná posádka byla zajata. Loď zamířila do vesnice El Hur v somálském semiautonomním regionu Galmudug.[20] Somálské úřady 11.–12. dubna donutily piráty k propuštění plavidla a všech rukojmích. Dne 13. dubna jej indická válečná loď doprovodila do mezinárodních vod.[21]

7. dubna
- Torpédoborce amerického námořnictva třídy Arleigh Burke USS Porter (DDG-78) a USS Ross (DDG-71) vypálily 59 střel s plochou dráhou letu Tomahawk na syrskou leteckou základnu Šajrát v odvetě za chemický útok v Chán Šajchúnu údajně provedený syrskou armádou.[22]

11. dubna
- Švédská loděnice SAAB získala zakázku na stavbu nové švédské zpravodajské lodě (SIGINT). Nová loď má být dodána kolem roku 2020. Ve službě nahradí stávající plavidlo Orion (A201), provozované od roku 1984.[23]

12. dubna
- Italská loděnice Fincantieri provedla akvizici francouzské loděnice STX France. Většinový vlastník, kterým je jihokorejský koncern STX Offshore and Shipbuilding, svou francouzskou pobočku prodal kvůli finančním problémům v rámci restrukturalizace. Minoritní 33% podíl vlastní francouzská vláda.[24]

15. dubna
- Na vojenské přehlídce v Pchjongčchangu byla poprvé veřejně představena severokorejská ponorková balistická raketa KN-11. Vyvíjená střela byla poprvé zkušebně vypuštěna v červenci 2016.[25]

24. dubna
- Dle představitelů amerických ozbrojených sil je nedávný nárůst pirátských útoků poblíž pobřeží Somálska pravděpodobně způsoben suchem, které zemi zavedlo na pokraj hladomoru. Nejvíce útoků přitom bylo zaznamenáno roku 2011. Tehdy jich bylo 237.[26] V letech 2012–2017 nedošlo k žádnému útoku, letos již proběhly tři.[21]

27. dubna
- Ruská výzvědná loď Liman projektu 861 (třída Moma) se v průlivu Bospor potopila po srážce s tožskou nákladní lodí Youzarsif H. Všech 78 členů posádky zachránila turecká pobřežní stráž.[27]

### Květen
11. května
- Pákistánské námořnictvo na zbrojním veletrhu IDEF v Istanbulu projevilo zájem o zakoupení čtyř korvet turecké třídy Ada.[28]

- Italské námořnictvo převzalo poslední čtvrtou objednanou ponorku německého typu 212.[29]

16. května
- Singapurské námořnictvo u německé loděnice ThyssenKrupp Marine Systems objednalo další dvě ponorky typu 218SG. Celkem tak získá čtyři ponorky tohoto typu.[30]

20. května – sobota
- Na Hněvkovické přehradě (na obrázku) byla otevřena nová plavební komora umožňující splavnění Vltavy mezi Českými Budějovicemi a Orlickou přehradou.[31]

22. května
- Saúdské královské námořnictvo má zájem o stavbu čtyř korvet Multi-Mission Surface Combatant (MMSC) vycházejících z americké třídy Freedom.[32]

- Stavba pěti nových korvet druhé série třídy Braunschweig pro německé námořnictvo se opozdí, neboť dle tamního antimonopolního úřadu je nelze objednat bez výběrového řízení. Země tak přitom učinila kvůli maximálnímu urychlení jejich stavby.[33]

30. května
- Švédská společnost SAAB na brémském zbrojním veletrhu Undersea Defence Technology (UDT) 2017 poprvé veřejně představila nové lehké protiponorkové torpédo. Vývoj torpéda je plánován na roky 2016–2024.[34]

31. května
- Americké námořnictvo převzalo letadlovou loď USS Gerald R. Ford (CVN 78), která je prototypem stejnojmenné třídy. Jde o nejdražší válečnou loď v historii amerického námořnictva.[35]

- V rumunské pobočce nizozemské loděnice Gamen Group proběhlo slavnostní první řezání oceli pro novou australskou arktickou podpůrnou loď označovanou ASRV (Antarctic Supply Research Vessel), která ve službě nahradí ledoborec Aurora Australis. Hlavním úkolem plavidla bude zásobování australských základen v Antarktidě.[36]

### Červen
6. června
- Potápěčská expedice k vraku za druhé světové války potopeného australského křižníku HMAS Perth potvrdila, že na místě se nachází už jen 40 % plavidla. Za nelegální likvidací plavidla stojí pravděpodobně sběrači kovů.[37]

8. června
- Švýcarská loděnice ABB provádí střednědobou modernizaci ledoborců a středních hlídkových lodí Kanadské pobřežní stráže. Modernizační program se týká 10 ze 17 stráží provozovaných plavidel, přičemž v červenci bude jako první dokončena modernizace ledoborce CCGS Pierre Radisson.[38]

12. června
- Pákistánské námořnictvo objednalo u nizozemské loděnice Damen Group stavbu oceánské hlídkové lodě o délce 90 metrů a výtlaku cca 1900 tun. Plavidlo postaví loděnice Karachi Shipyard & Engineering Works Ltd.[39]

13. června
- Italská loděnice Fincantieri koupila italskou loděnici Isselnord.[40]

14. června
- Komandérka Lisa Hunnová dne 14. června 2017 na základně v Devonportu převzala velení novozélandské fregaty HMNZS Te Mana. Stala se tak první ženou velící fregatě novozélandského námořnictva. Předtím Hunnová velela pouze pobřežní hlídkové lodi HMNZS Takapu.[41]

16. června
- Rusko plánuje, že v roce 2018 obnoví stavbu výkonných výsadkových vznášedel Projektu 1232.2.[42]

22. června
- Německý parlament odsouhlasil přidělení 11 miliard Euro na stavbu pěti nových korvet druhé série třídy Braunschweig pro německé námořnictvo. Plavidla mají být dodána do roku 2023.[43]

28. června
- Americká loděnice Ingalls Shipbuilding získala kontrakt na stavbu torpédoborce USS Jack H. Lucas (DDG-125), který bude první jednotkou třídy Arleigh Burke modernizované verze Flight III. Mimo jiné bude vybaven zcela novým radarem AMDR.[44]

29. června
- Německá společnost Hensoldt převzala od dosavadního vlastníka ECI Partners významného britského výrobce radarů Kelvin Hughes.[45]

- Britské ministerstvo obrany přidělilo společnosti BAE Systems 3,7 miliardy liber na stavbu prvních tří fregat Typu 26 Global Combat Ship. Celkem má být postaveno osm fregat této třídy.[46]

- Mezinárodní arbitrážní soud v Haagu rozhodl, že Slovinsko získá značnou část Piranského zálivu a koridor, kterým bude mít přístup na otevřené moře. Chorvatská vláda verdikt odmítla respektovat. O mořskou hranici obě země vedou spor od vyhlášení nezávislosti roku 1991.[47]

### Červenec
12. července
- Námořnictvo Spojených států amerických zveřejněním žádosti o informaci RFI (Request For Information) vyzvalo světové loděnice k zaslání nabídek do programu stavby nových fregat FFG(X). Svou poslední fregatu třídy Oliver Hazard Perry námořnictvo vyřadilo roku 2015. Nahradit je měla dvojice tříd pobřežních bojových lodí vyvinutých v rámci velmi ambiciózního a neméně problematického programu Littoral Combat Ship (LCS). Zdá se tedy, že na kritiku dosavadních výsledků programu LCS námořnictvo zareaguje nejen omezením jejich počtu, ale také stavbou výkonnějších víceúčelových fregat. Američané přitom poptávají ověřená plavidla, takže v úvahu připadá například britský Typ 26 Global Combat Ship.[48]

20. července
- V loděnici BAE Systems v Govanu proběhlo slavnostní první řezání oceli na stavbu fregaty HMS Glasgow, která je prototypem dlouho očekávaného nového britského Typu 26 Global Combat Ship.

22. července
- Námořnictvo Spojených států amerických do služby přijalo letadlovou loď USS Gerald R. Ford (CVN-78), která je prototypovou jednotkou zcela nové třídy Gerald R. Ford. Stavba plavidla probíhala od roku 2009.

26. července
- Americké ozbrojené síly objednaly sériovou výrobu nové pokročilé protilodní střely AGM-158C LRASM. Ta byla vyvinuta jako náhrada protilodních střel Boeing Harpoon.

27. července
- Proběhl druhý úspěšný test radaru AN/SPY-6, který byl použit k vyhledání a sledování balistické rakety středního doletu, vypuštěné ze základny Pacific Missile Range Facility na Havaji. Při prvním testu v březnu byl radar použit proti raketě krátkého doletu. Po dokončení vývoje budou radary AN/SPY-6 vybaveny raketové torpédoborce třídy Arleigh Burke verze Flight III.[49]

28. července
- Francouzská vláda dočasně znárodnila loděnici STX France v Saint-Nazaire, v níž před několika měsíci koupila majoritní podíl italská loděnice Fincantieri. Francie má v loděnici menšinový 33% podíl, ale přeje si získat většinu, což Fincantieri odmítla. STX France je jedinou francouzskou loděnicí schopnou stavět ta největší plavidla, včetně letadlových lodí, a proto je vnímána jako strategický podnik.[50][51]

- Na nejmodernější americké letadlové lodi USS Gerald R. Ford (CVN-78) byly poprvé použity ke startu a přistání letounu na lodi Námořnictva Spojených států zcela nové technologie – elektromagnetický katapult EMALS a záchytné zařízení AAG.[52]

### Srpen
1. srpna
- Čínská lidová republika v Džibutsku otevřela svou první zahraniční vojenskou základnu. Námořní základna ležící ve strategické oblasti byla otevřena v rámci oslav 90. výročí založení čínské armády.[53]

2. srpna
- Katarské námořnictvo oficiálně potvrdilo objednávku na stavbu sedmi moderních válečných lodí, kterou zadalo italské loděnici Fincantieri. Postaveny budou čtyři protiletadlové korvety, jedna vrtulníková výsadková loď a dvě oceánské hlídkové lodě. Hodnota kontraktu je 5,9 miliardy amerických dolarů.[54]

16. srpna
- Japonská akviziční agentura spustila program vývoje nových fregat typu 30DX o výtlaku asi 4000 tun, které mají ve službě nahradit fregaty třídy Abukuma a torpédoborce třídy Asagiri. Kontrakt na vývoj plavidel získaly loděnice Mitsubishi Heavy Industries (MHI) a Mitsui Engineering & Shipbuilding (Mitsui). Zahájení stavby série osmi lodí je plánováno na rok 2018.[55]

### Září
18. září
- Indonéské námořnictvo připravuje podklady pro stavbu své sedmé výsadkové dokové lodě. Plavidlo bude konstrukčně vycházet z třídy Makassar. Bude však upraveno, aby mohlo sloužit též jako velitelská loď.[56]

12. července
- Armáda Spojených států amerických zadala oregonské loděnici Vigor Works zakázku ve výši 979,8 milionu dolarů na stavbu výsadkových lodí MSL(V). Plavidla mají nahradit stávající typ LCM-8, oproti kterým budou mít výrazně lepší výkony a nosnost. Roku 2019 má být hotov prototyp a v letech 2021–2022 čtyři předsériové kusy. Pokud se osvědčí, do roku 2027 bude následovat dalších až 32 jednotek.[57]

### Říjen
1. října
- Ve Velké Británii začala oprava tankové výsadkové lodě LCT 7074, která je posledním dochovaným výsadkovým plavidlem účastnícím se roku 1944 vylodění v Normandii. Opravené plavidlo bude vystaveno v D-Day Museum v Portsmouthu.[58]

- Kanadská loděnice Seaspan představila první výzkumnou loď Offshore Fisheries Science Vessel (OFSV), kterou staví pro Kanadskou pobřežní stráž. Ve stavbě jsou přitom také dvě její sesterské lodě.[59]

16. října
- Turecko provedlo první zkušební odpal nové domácí protilodní střely Atmaca, vyvíjené od roku 2009 zbrojovkou Roketsan.[60]

19. října
- Indonéské námořnictvo nejméně o rok pozastavilo plánované vyřazení své první fregaty třídy Ahmed Yani (původně nizozemská Van Speijk). Činí tak kvůli udržení svých schopností v neklidné oblasti Jihočínského moře.[61]

30. října
- Britské královské námořnictvo propustilo devět členů posádky raketonosné ponorky HMS Vigilant (S30) kvůli pozitivnímu testu na kokain. Dle ministerstva obrany se neprokázalo, že by námořníci byli pod vlivem drog přímo během své služby.[62]

- Nová britská letadlová loď HMS Queen Elizabeth (R08) zahájila druhé kolo námořních zkoušek.[63]

- Do Vietnamu byla na palubě nákladní lodě Rolldock Star přepravena v pořadí třetí postavená fregata Projektu 11661E Gepard 3.9. Vietnamské lidové námořnictvo dosud objednalo čtyři plavidla.[64]

31. října
- Na palubě polské ponorky ORP Orzeł projektu 877EKM během jejího pobytu v doku ve Gdyni vypukl požár. Nikdo nebyl zraněn. Rozsah poškození ponorky zatím není znám. Ponorka prochází generálkou již od roku 2014.[65]

### Listopad
14. listopadu
- Australská vláda vyčlenila 500 tisíc australských dolarů na podporu pátrání po vraku první ponorky australského námořnictva HMAS AE1. Ponorka zmizela beze stopy v září 1914 během patroly u ostrova Nová Guinea.[66]

15. listopadu
- Turecko projevilo zájem o zakoupení britské výsadkové lodě HMS Ocean (L12). Ta je právě na své poslední operační plavbě a probíhají jednání o jejím dalším osudu. Už dříve zájem projevilo brazilské námořnictvo.[67]

17. listopadu
- Argentinské námořnictvo zahájilo pátrání po ponorce ARA San Juan, se kterou byl 15. listopadu 2017 přerušen kontakt. V Německu postavená ponorka typu TR-1700 byla na cvičné plavbě. Ve službě je od roku 1985.[68]

24. listopadu
- Australská vláda vybrala jako hlavního kontraktora pro projekt stavby nových oceánských hlídkových lodí australského námořnictva SEA 1180 německou loděnici Lürssen. Plavidla budou vyvinuta na základě jejího projektu OPV80. Podobný typ představuje brunejská třída Darussalam.[69]

30. listopadu
- Rusko zahájilo stavbu nové základny vojenského námořnictva na ostrově Matua na Kurilských ostrovech.[70]

### Prosinec
1. prosince
- Brazilská vláda dala oficiálně souhlas k tomu, aby brazilské námořnictvo zahájilo jednání o zakoupení britské vrtulníkové výsadkové lodě HMS Ocean (L12). Royal Navy ji kvůli finančním škrtům vyřadí roku 2018.[71]

8. prosince
- V kanadské loděnici Seaspan byla na vodu spuštěna výzkumná loď kanadské pobřežní stráže CCGS Sir John Franklin. Jedná se o první velkou loď postavenou v rámci kanadského modernizačního programu Canadian National Shipbuilding Strategy (NSS).[72]

11. prosince
- Argentinské námořnictvo pokračuje v pátrání pohřešované ponorce ARA San Juan, se kterou byl 15. listopadu 2017 přerušen kontakt. Mezitím bylo zjištěno, že v místě ztracení ponorky byl v době jejího posledního kontaktu zaznamenán podmořský výbuch. Velitel ponorky předtím velitelství informoval, že mořská voda vnikla systémem ventilace do ponorky a pronikla k bateriím, kde způsobila zkrat a jejich požár. Posádka je považována za mrtvou.[73]

15. prosince
- Jihokorejská loděnice Daewoo Shipbuilding & Marine Engineering dokončila vývoj nové záchranné lodě ponorek ASR-II o výtlaku 5200 tun. Ta ve službě doplní stávající plavidlo Cheonghaejin (ASR-21). Plavidlo má být dokončeno roku 2022.[74]

- Španělská loděnice Navantia, švédská společnost Saab a australská CEA se společně zapojily do tendru na nové kanadské fregaty Canadian Surface Combatant (CSC). Kanada plánuje objednávku až 15 fregat.[75]

15. prosince
- Zmizení a následné neúspěšné pátrání po ponorce ARA San Juan stálo místo velitele argentinského námořnictva admirála Marcela Eduarda Hipólito Srur.[76]

19. prosince
- Plavidla jihokorejské pobřežní stráže vypálila okolo 200 nábojů ve snaze zabránit 44 čínským rybářským lodím v nelegálním rybolovu v korejských vodách.[77]

21. prosince
- Výzkumné lodi MV Fugro Equator se podařilo nalézt vrak australské ponorky HMAS AE1. Plavidlo ztracené roku 1914 bylo pohřešováno následujících 103 let.[78]

- Švédská společnost SAAB koupila loděnice N. Sundin Dockstavarvet AB a Muskövarvet AB. Loděnice Dockstavarvet se specializuje na výboru hliníkových člunů. Jejím hlavním produktem je třída rychlých víceúčelových člunů Combat Boat 90. Loděnice Muskövarvet se specializuje na opravy lodí.[79]

22. prosince
- Německá vyzbrojovací agentura BAAINBw vrátila loděnici Blohm + Voss prototypovou fregatu třídy Baden-Württemberg (F125) kvůli opravě závad zjištěných během zkoušek plavidla. Je to vůbec poprvé, kdy německé ministerstvo obrany vrátilo výrobci již dříve převzatou válečnou loď.[80]

27. prosince
- Rusko podniklo další krok k ustavení trvalé přítomnosti na základnách v Sýrii, zejména v přístavu Tartús využívaném námořnictvem Ruské federace. Příslušnou rusko-syrskou smlouvu v prosinci 2017 ratifikovalo ruské Federální shromáždění. Rusku umožní využívání vybraných syrských základen v příštích 49 letech.[81]

30. prosince
- Ruská výsadková loď Jamal se v Egejském moři srazila s kontejnerovou lodí M/V Orca 2.[82]

## Lodě vstoupivší do služby
- 9. ledna –  Moruga (CG27) a Carli Bay (CG28) – – hlídkové lodě Damen Stan Patrol 5009

- 10. ledna –  KRI Tatihu (853), KRI Layaran (854) a KRI Madidihang (855) – hlídková lodě třídy Pari (PC-43)

- 11. ledna –  Kchaj-jang Sing (856) – zpravodajská loď typu 815A[83][84]

- 11. ledna –  Sėlis (P15) – hlídková loď třídy Flyvefisken

- 14. ledna –  2× hlídkový člun projektu 21980[85]

- 16. ledna –  SB-739 – záchranný remorkér Projektu 22870

- 18. ledna –  E-čou (513) – korveta typu 056A

- 22. ledna –  Si-ning (117) – torpédoborec typu 052D

- 6. února –  4× hlídkový člun Damen Interceptor 1102

- 18. února –  Ayush (255) – hlídková loď třídy Aadesh

- 20. února –  Al Hili (P176) – korveta třídy Baynunah

- 21. února –  Čchi Ťi-kuang (83) – cvičná loď[86]

- 21. února –  ICGS Shaunak (1221) – oceánská hlídková loď třídy Samarth

- 24. února –  HMBS Kamalamee (P303) – hlídková loď Damen Stan Patrol 3007

- 28. února –  Danang (HQ-186) a Ba Ria-Vung Tau (HQ-187) – ponorky třídy Kilo[87]

- 28. února –  HMJS Cornwall a HMJS Middlesex – hlídkové lodě Damen Stan Patrol 4207[88]

- únor –  Sabhan (L 4201) – výsadková loď třídy Sabhan

- 3. března –  BAP Río Piura (PM-206) a BAP Río Quilca (PM-207) – hlídkové lodě třídy Río Pativilca

- 9. března –  INS Tillanchang (T 92) – hlídková loď třídy Car Nicobar

- 12. března –  BNS Nabajtra a BNS Joyjantra – ponorka typu 035 (třída Ming)[89]

- 13. března –  Sekirjú (SS-508)) – ponorka třídy Sórjú

- 15. března –  KM Bagan Datuk (4541) – hlídkové loď třídy Bagan Datuk

- 16. března –  Awadži (304) – minolovka třídy Awadži

- 18. března –  USCGC Lawrence Lawson (WPC-1120) – kutr třídy Sentinel

- 22. března –  Kaga (DDH-184) – vrtulníkový torpédoborec třídy Izumo

- 28. března –  INS LCU L-51 – výsadková loď třídy LCU Mk IV

- 31. března –  Liou-pchan-šuej (514) – korveta typu 056A

- 1. dubna –  USCGC Munro (WMSL-755) – kutr pobřežní stráže třídy Legend

- 5. dubna –  Saffar (L 6401) – výsadková loď třídy Sabhan[90]

- 7. dubna –  KRI Raden Edi Martadinata (331) – fregata třídy Martadinata

- 12. dubna –  USCGC John McCormick (WPC-1121) – kutr třídy Sentinel

- 14. dubna –  Bayraktar (L402) – výsadková loď třídy Bayraktar

- 19. dubna –  S41 (861) – ponorka typu 209

- 20. dubna –  Luigi Rizzo (F 595) – fregata třídy FREMM

- 21. dubna –  Monte Albán (PC-338) – hlídková loď třídy Tenochtitlan

- 21. dubna –  USNS Yuma (T-EPF-8) – rychlá transportní loď třídy Spearhead

- 27. dubna –  La Confiance (P733) – hlídková loď třídy La Confiance

- 1. května –  Cape Fourcroy (310) – hlídková loď třídy Cape

- 3. května –  BAP Carrasco (BOP-171) – hydrografická výzkumná loď

- 5. května –  RSS Independence – hlídková loď třídy Independence

- 1. června –  Alatau – minolovka projektu 10750E

- 6. června –  Cape Inscription (320) – hlídková loď třídy Cape

- 10. června –  USS Gabrielle Giffords (LCS-10) – littoral combat ship třídy Independence

- 15. června –  USCGC Bailey Barco (WPC-1122) – kutr třídy Sentinel

- 23. června –  Sü-čchang (536) – fregata typu 054A

- 4. července –  Languedoc (D 653) – fregata třídy FREMM

- 4. července –  Champlain (A623) – víceúčelová oceánská hlídková loď třídy D'Entrecasteaux

- 4. července –  USCGC Benjamin Dailey (WPC-1123) – kutr třídy Sentinel

- 8. července –  Victoria (48) – oceánská hlídková loď Patrulleros de Zona Marítima

- 11. července –  Chan-čung (520) – korveta typu 056A

- 15. července –  USS John Finn (DDG-113) – torpédoborec třídy Arleigh Burke[91]

- 20. července –  Soveršennyj (333) – korveta projektu 20380

- 20. července –  Pej Tchuo (739) – oceánský remorkér[92]

- 21. července –  I-wu (518) – korveta typu 056A

- 22. července –  USS Gerald R. Ford (CVN-78) – letadlová loď třídy Gerald R. Ford

- 28. července –  USS Rafael Peralta (DDG-115) – torpédoborec třídy Arleigh Burke

- 28. července –  PNS Himmat (1027) – raketový člun třídy Azmat

- 28. července –  Bonampak (PC-339) – hlídková loď třídy Tenochtitlan

- 1. srpna –  Cheon Ja Bong (687) – výsadková loď třídy Cheon Wang Bong

- 2. srpna –  Sayurala (P623) – oceánská hlídková loď třídy Saryu

- 2. srpna –  Nagapasa (403) – ponorka třídy Chang Bogo

- 8. srpna –  Raïs Hassen Barbiar (807) – korveta třídy C62[93]

- 8. srpna –  S42 (864) – ponorka typu 209

- 10. srpna –  Cabo Odger (84) – oceánská hlídková loď Patrulleros de Zona Marítima

- 16. srpna –  MCGS Valiant – hlídková loď[94]

- 12. srpna –  ICGS Shaurya (1222) – oceánská hlídková loď třídy Samarth

- 17. srpna –  USS Lewis B. Puller (ESB-3) – pomocná loď třídy Montford Point

- 21. srpna –  INS LCU L-52 – výsadková loď třídy LCU Mk IV

- 1. září –  Chu-lun-chu (965) – bojová zásobovací loď typu 901

- 12. září –  KRI Bima Suci – cvičná loď

- 15. září –  Nadejnyj – hlídkové loď projektu 22460

- 22. září –  El Fateh (971) – korveta třídy El Fateh

- 23. září –  HMAS Hobart (DDG 39) – torpédoborec třídy Hobart

- 25. září –  Süan-čcheng (535) – korveta typu 056A

- 28. září –  La Résolue (P734) – hlídková loď třídy La Confiance

- 30. září –  El-Kasseh 1 (501) – minolovka třídy El-Kasseh

- 7. října –  USS Washington (SSN-787) – ponorka třídy Virginia

- 9. října –  HQ-382 a HQ-383 – korveta Projektu 1241.8

- 13. října –  Bditelnyj – hlídkové loď projektu 22460

- 15. října –  Isla San Cristobal (LG 30) – hlídková loď Damen Stan Patrol 5009

- 16. října –  INS Kiltan (P30) – korveta třídy Kamorta

- 21. října –  Suraksha (P60) (ex ICGS Varuna 36) – hlídková loď třídy Vikram

- 27. října –  NS Daures a NS Brukkaros – stíhač ponorek typu 037IS[95]

- 30. října –  Chamsuri-211 – hlídkový člun třídy Chamsuri 211

- 31. října –  USCGC Oliver F Berry (WPC-1124) – kutr třídy Sentinel

- 6. listopadu –  Chichen Itzá (PC-340) – hlídková loď třídy Tenochtitlan

- 8. listopadu –  Durgam (P814) a Nishan (P815) – hlídková loď třídy Durjoy

- 16. listopadu –  Kuang-jüan (552) a I-čchun (556) – korveta typu 056A

- 23. listopadu –  Hidalgo (P 166) – oceánská hlídková loď třídy Oaxaca

- 27. listopadu –  RFA Tidespring (A136) – zásobovací tanker třídy Tide

- 28. listopadu –  Suej-ning (551) – korveta typu 056A

- 28. listopadu –  ORP Kormoran (601) – minolovka třídy Kormoran 2

- 30. listopadu –  Ilja Muromec – ledoborec projektu 21180

- 4. prosince –  KM Sri Aman (4542) a KM Kota Belud (4543) - hlídkové lodě třídy Bagan Datuk

- 5. prosince –  Separ (P234) – raketových člun třídy Sina

- 5. prosince –  El Mellah (938) – cvičná loď[96]

- 7. prosince –  HMS Queen Elizabeth (R08) – letadlová loď třídy Queen Elizabeth

- 8. prosince –  USCGC Jacob L. A. Poroo (WPC-1125) – kutr třídy Sentinel

- 11. prosince –  Lauge Koch (P572) – hlídková loď třídy Knud Rasmussen

- 14. prosince –  INS Kalvari (S21) – ponorka třídy Scorpène

- 18. prosince –  SMK-2177 – záchranné plavidlo projektu 23370M

- 19. prosince –  USNS City of Bismarck (T-EPF-9) – rychlá transportní loď třídy Spearhead

- 21. prosince –  ICGS Sujay (17) – oceánská hlídková loď třídy Samarth

- 24. prosince –  Inlay (54) – oceánská hlídková loď třídy Inlay[97]

- 24. prosince –  1713 až 1716 – výsadkové čluny třídy 1701

- 24. prosince –  1614 a 1615 – výsadkové čluny třídy 1611

- 27. prosince –  Admiral Makarov – fregata projektu 11356